# 马修·麦克尤恩
马修·麦克尤恩（英語：Matthew McEwen，1971年10月16日—），澳大利亚男子田径运动员。他曾代表澳大利亚参加2002年和2006年英联邦运动会田径比赛，其中2002年英联邦运动会获得一枚银牌。